# Amata cloelia
Amata cloelia là một loài bướm đêm thuộc phân họ Arctiinae, họ Erebidae.